# Transformers One
Transformers One ist ein US-amerikanischer Action-Computeranimationsfilm von Josh Cooley, der am 20. September 2024 in den Vereinigten Staaten und am 10. Oktober in Deutschland veröffentlicht wurde. Es handelt sich um den achten Film der Transformers-Reihe und ein Prequel zu den bisher erschienenen.

## Handlung
Cybertron ist ein Planet, der von empfindungsfähigen Robotern bewohnt wird, die von einer Substanz namens Energon angetrieben werden und mit Transformationsblocks ausgestattet sind, Geräten, die es ihnen ermöglichen, sich in Fahrzeuge zu verwandeln. In der Stadt Iacon schleicht sich Orion Pax, ein Mining-Roboter ohne Block, in ein Archiv und schaut sich einen Dokumentarfilm über die Primes an, die ursprünglichen Cybertronians, die von Primus geschaffen wurden. Sicherheitsleute fangen Orion, aber sein bester Freund D-16 lenkt sie ab. Später kommt es in der Energon-Mine, in der die beiden arbeiten zu einem Einsturz, der den Bergmann Jazz einschließt. Während Orion und D-16 ihn retten, wird ihre Vorgesetzte, Elita-1, für den Vorfall verantwortlich gemacht und degradiert.
Der Anführer von Cybertron, Sentinel Prime, kehrt von einer Expedition an die Oberfläche des Planeten zurück und behauptet, die eindringenden Quintessons abgewehrt zu haben, und organisiert ein Rennen zur Feier. Um sich als mehr als Bergleute zu beweisen, kommen Orion und D-16 illegal mit Jetpacks ins Spiel, verlieren aber. Während Sentinel vorgibt, dankbar für die beiden zu sein, die versehentlich die Bergbaumoral steigern, lässt Sentinel sie dann der Müllverbrennung zuordnen, wo sie auf den exzentrischen B-127 treffen, der dort alleine mir ein paar aus Schrott zusammengebastelten Freunden lebt. Nachdem Orion "Steve", einen der von B-127's Freunden den Kopf runtergestoßen hat fällt ein Chip heraus, der eine Notnachricht von Alpha Trion, einem der Primes, enthält, überzeugt Orion D-16 und B-127, mit ihm zu seinen Koordinaten an der Oberfläche zu reisen, und überredet Elita später auch, sich anzuschließen, nachdem sie sie beim Trampen in einem Güterzug erwischt hat.
Die vier finden schließlich den deaktivierten Alpha Trion in einer Höhle neben den Leichen der anderen Primes. Nach der Reaktivierung enthüllt Trion, dass Sentinel die Primes verraten und heimlich für die Quintessons gearbeitet hat, indem er ihnen regelmäßig Energonvorräte gab, um ihn Cybertron regieren zu lassen, während er die Blocks der Bergleute entfernte, um sie unterwürfig zu halten. Trion gibt Orion, D-16, B-127 und Elita die Blocks der gefallenen Prime, so dass sie sich verwandeln können und speichert Aufzeichnungen auf dem Kartenchip ab, die Beweise für Sentinels Verrat enthalten. Sentinel und seine Streitkräfte greifen die Höhle an, fangen und töten Trion.
Das Team eilt den Verfolgern voraus und reist zurück nach Iacon, um Sentinel zu entlarven, wird aber von der Hohen Garde gefangen genommen, Kriegsbots in Rebellion gegen Sentinel. Während D-16 das Kommando über sie übernimmt, indem er ihren Anführer Starscream besiegt, wird Orion besorgt über die zunehmende Aggression seines Freundes seit dem Erlernen der Wahrheit. Sentinels Streitkräfte finden sie und in der folgenden Schlacht wird der Chip mit den Beweisen zerstört, während D-16, B-127 und die Hälfte der Hohen Garde gefangen genommen und nach Iacon zurückgebracht werden.
Orion, ermutigt von Elita, versammelt die verbliebenen Mitglieder der Hohen Garde und kehrt nach Iacon zurück, um seine Kameraden zu retten. Währenddessen unterwirft Elita Sentinels Stellvertreter Airachnid und sendet ihre Erinnerungsaufnahmen auf allen Bildschirmen in der ganzen Stadt, um die Wahrheit aufzudecken und die Bürger zur Rebellion zu veranlassen. Nachdem sie Sentinel besiegt haben, will D-16 Sentinel hinrichten, was Orion verhindern will. Als D-16 auf Sentinell schießen will wirft sich Orion vor ihn und fängt den Schuss ab. Orion fällt über den Rand der Plattform, jedoch greift ihn D-16 bevor Orion hinabfallen kann. Obwohl er zunächst entsetzt war und nicht verstehen kann warum Orion das getan hat, lässt D-16 Orion schließlich fallen, nachdem sich seine Augen von Orange zu rot verändert hatten. Jetzt nennt er sich Megatron, tötet Sentinel und befiehlt der Hohen Garde, Iacon zu zerstören.
Orion stürzt derweil in den Kern von Cybertron, wo ihn die Geister von Primus und den Primes erwarten. Auf Grund seiner heldenhaften Tat hat Orion sich als würdig für die Matrix der Führung erwiesen und er wird als Optimus Prime wiederbelebt. Nachdem er wieder zurück an der Oberfläche ist besiegt er Megatron, bevor er ihn und die Hohe Garde aus Iacon verbannt. Nachdem Optimus Prime die ausgetrockneten Energon-Flüsse von Cybertron wiederhergestellt und die Blocks den Bergleuten zurückgegeben hat, tauft Optimus seine Anhänger als Autobots und sendet eine Nachricht, in der die Quintessons gewarnt werden, sich fernzuhalten. In einer Endcredit Scene gibt B-127 vor seinen "Freunden auf Sublevel 50 an und spießt diese aus versehen mit seinen Energieklingen auf. In der 2. End Credit Scene benennt Megatron die Hohe Garde in Decepticons um, gibt jedem Mitglied das Symbol von Megatronus Prime als Brandzeichen und wird von seinen Anhägern bejubelt.

## Produktion

### Entwicklung
Nach der Veröffentlichung von Transformers: Ära des Untergangs (2014) beauftragte Paramount Pictures im März 2015 Akiva Goldsman mit der Zusammenarbeit mit Michael Bay, Steven Spielberg und Lorenzo di Bonaventura bei der Schaffung eines gemeinsamen Transformers-Universums. Danach wurden mehrere Autoren engagiert, um zukünftige Filme der Franchises zu schreiben. Laut Goldsman sollte das Team verschiedene von Hasbro erstellte Transformers-Medien auf Inspiration prüfen. Ende Mai kamen Andrew Barrer und Gabriel Ferrari, die mit der Überarbeitung des Drehbuchs für Ant-Man (2015) beauftragt worden waren, dazu. Laut Deadline trug eine der Ideen den Arbeitstitel „Transformers One“ und sollte als animiertes Prequel dienen, das sich auf den Autobot-Decepticon-Konflikt auf Cybertron konzentriert.
Hasbro bestätigte außerdem, dass sie an einem animierten Transformers-Film arbeiten. Nach der Veröffentlichung von Bumblebee (2018) sprach Produzent Lorenzo di Bonaventura über den Animationsfilm und stellte klar, dass er in Arbeit sei und „die gesamte Mythologie von Cybertron erzählen würde“.
Im April 2020 wurde der Oscarprämierte Regisseur Josh Cooley engagiert. Im Dezember 2022 wurde berichtet, dass der Titel Transformers: A New Generation sei, obwohl di Bonaventura im April 2023 erklärte, dass der Titel noch ausgewählt werden müsse. Später im Monat, auf der CinemaCon 2023, wurde der Titel offiziell Transformers One.

### Casting
Die ersten sechs Synchronsprecher der Originalfassung wurden im April 2023 auf der Cinemacon bekannt. Chris Hemsworth und Brian Tyree Henry sprechen die jungen Versionen von Optimus Prime und Megatron. Weitere Sprecher sind Scarlett Johansson, Keegan-Michael Key, Jon Hamm und Laurence Fishburne.

### Animation
Die Firma Industrial Light & Magic, die für die visuellen Effekte der vorherigen Transformers-Filme Verantwortung trug, erstellte die Computeranimationen des Films.

## Synchronisation
Die deutsche Synchronisation des Films übernahm die Interopa Film GmbH in Berlin, nach einem Dialogbuch von Tobias Neumann und Dialogregie führte Tobias Meister.
| Rolle                     | Originalsprecher       | Deutscher Sprecher |
| ------------------------- | ---------------------- | ------------------ |
| Orion Pax / Optimus Prime | Chris Hemsworth        | Tommy Morgenstern  |
| D-16 / Megatron           | Brian Tyree Henry      | Jan-David Rönfeldt |
| Airachnid                 | Vanessa Liguori        | Dilaraa S          |
| Alpha Trion               | Laurence Fishburne     | Tom Vogt           |
| B-127 / Bee               | Keegan-Michael Key     | Philipp Laude      |
| Darkwing                  | Isaac C. Singleton Jr. | Tilo Schmitz       |
| Elita-1                   | Scarlett Johansson     | Emilia Schüle      |
| Jazz                      | Evan Michael Lee       | Rainer Fritzsche   |
| Kommentator               | Steve Blum             | Martin Schubach    |
| Sentinel Prime            | Jon Hamm               | Tom Beck           |
| Shockwave                 | Jason Konopisos        | Wieland Welte      |
| Soundwave                 | Jon Bailey             | Domenic Strobel    |
| Starscream                | Steve Buscemi          | Santiago Ziesmer   |
| Zeta Prime                | James Remar            | Sven Brieger       |

## Rezeption

### Kritiken
Auf Rotten Tomatoes konnte der Film 89 % der 138 dort gelisteten Kritiker überzeugen und wurde mit durchschnittlich 7,4 Punkten bewertet. In der Publikumswertung erhielt er 98 % positive Stimmen und eine durchschnittliche Bewertung von 4,7/5 Sternen. Auf Metacritic erhielt der Film einen Metascore von 63 von 100 Punkten, basierend auf 27 Kritiken.

### Einspielergebnisse
Am Eröffnungswochenende konnte Transformers One 24,6 Millionen US-Dollar in den USA einspielen. Weltweit spielte der Film rund 72 Millionen US-Dollar ein, davon 39,2 Millionen aus den Vereinigten Staaten.

## Veröffentlichung
Auf der CinemaCon 2023 wurde der Titel des Films als Transformers One angekündigt. Der Film sollte ursprünglich am 19. Juli 2024 in den Vereinigten Staaten erscheinen, ehe er auf den 13. September und schließlich um eine Woche auf den 20. September verschoben wurde. In Deutschland kam der Film am 10. Oktober in die Kinos.

## Fortsetzungen
Im April 2023 gab di Bonaventura bekannt, dass Gespräche darüber geführt werden, dass Transformers One eine Trilogie werden solle. Im Juni gab er an, dass die Geschichte auf drei Filme verteilt sei und detailliert die Entwicklung der Charaktere bis zu ihrer Darstellung in den Realfilmen beschreibe.